# تايرون هايز
تايرون هايز (بالإنجليزية: Tyrone Hayes)‏ هو أحيائي أمريكي، ولد في 29 يوليو 1967 في كولومبيا في الولايات المتحدة.

## وصلات خارجية
- تايرون هايز على موقع IMDb (الإنجليزية)
- تايرون هايز على موقع قاعدة بيانات الفيلم (الإنجليزية)